# لاميناريا يزونية
لاميناريا يزونية (الاسم العلمي: Laminaria yezoensis) هو نوع من الطلائعيات يتبع جنس اللاميناريا من فصيلة اللامينارية.